# Nowadays
 (novembre 2024).
La mise en forme du texte ne suit pas les recommandations de Wikipédia : il faut le « wikifier ».
Les points d'amélioration suivants sont les cas les plus fréquents. Le détail des points à revoir est peut-être précisé sur la page de discussion.
- Les titres sont pré-formatés par le logiciel. Ils ne sont ni en capitales, ni en gras.
- Le texte ne doit pas être écrit en capitales (les noms de famille non plus), ni en gras, ni en italique, ni en « petit »…
- Le gras n'est utilisé que pour surligner le titre de l'article dans l'introduction, une seule fois.
- L'italique est rarement utilisé : mots en langue étrangère, titres d'œuvres, noms de bateaux, etc.
- Les citations ne sont pas en italique mais en corps de texte normal. Elles sont entourées par des guillemets français : « et ».
- Les listes à puces sont à éviter, des paragraphes rédigés étant largement préférés. Les tableaux sont à réserver à la présentation de données structurées (résultats, etc.).
- Les appels de note de bas de page (petits chiffres en exposant, introduits par l'outil «  Source ») sont à placer entre la fin de phrase et le point final[comme ça].
- Les liens internes (vers d'autres articles de Wikipédia) sont à choisir avec parcimonie. Créez des liens vers des articles approfondissant le sujet. Les termes génériques sans rapport avec le sujet sont à éviter, ainsi que les répétitions de liens vers un même terme.
- Les liens externes sont à placer uniquement dans une section « Liens externes », à la fin de l'article. Ces liens sont à choisir avec parcimonie suivant les règles définies. Si un lien sert de source à l'article, son insertion dans le texte est à faire par les notes de bas de page.
- La présentation des références doit suivre les conventions bibliographiques. Il est recommandé d'utiliser les modèles {{Ouvrage}}, {{Chapitre}}, {{Article}}, {{Lien web}} et/ou {{Bibliographie}}. Le mode d'édition visuel peut mettre en forme automatiquement les références.
- Insérer une infobox (cadre d'informations à droite) n'est pas obligatoire pour parachever la mise en page.

Pour une aide détaillée, merci de consulter Aide:Wikification.
Si vous pensez que ces points ont été résolus, vous pouvez retirer ce bandeau et améliorer la mise en forme d'un autre article.
Singles de Lil Skies
Now (2018)
Nowadays est une chanson du rappeur et chanteur américain Lil Skies en duo avec le chanteur américain Landon Cube. Il sort en téléchargement digital le 17 décembre 2017, comme deuxième single de la mixtape Life of a Dark Rose de Skies. La chanson est l'une des deux premières de Lil Skies (avec Red Roses, une autre collaboration avec Landon Cube). Elle atteint le Billboard Hot 100 américain. Elle débute à la 85e place et arrive à la 55e place.
La suite du morceau, Nowadays, Pt. 2 avec Landon Cube, figure dans le deuxième album studio de Skies, Shelby, sorti le 1er mars 2019.

## Contexte
La chanson parle de la rupture de Lil Skies avec sa meilleure amie Claire. Elle exprime le dégoût des relations ainsi que les « faux amis » mentionnés dans son précédent tube « Red Roses ». Lil Skies et son ancien collaborateur Landon Cube composent ensemble pour évoquer leur vie trépidante et leurs réalisations depuis qu'ils sont devenus célèbres, sur une production CashMoneyAP au rythme rapide.

## Clip musical
Le clip est tourné au lycée de Plano (Illinois),. Le 17 décembre 2017, Cole Bennett met en ligne le clip de « Nowadays » sur son compte YouTube, Lyrical Lemonade. Le clip vidéo accumule plus de 309 millions de vues en juin 2021.
Le clip de la chanson réalisé par Cole Bennett se déroule dans un lycée où Skies joue le rôle d'un sportif senior.

## Liste des chansons
| No. Titre     | Auteur(s)                       | Producteur(s)          | Duré |
| 1. "Nowadays" | Lil Skies, Landon Cube, Fame-Is | CashMoneyAP Mono Beats | 3:24 |

## Classements
| Classement (2018)                             | Music de Pointe |
| --------------------------------------------- | --------------- |
| Canada ( Canadien Top 100)[7]                 | 63              |
| Portugal (AFP) [8]                            | 72              |
| US Billboard Top 100 [9]                      | 55              |
| US Top R&B/ Hip-Hop Chansons (Billboard) [10] | 22              |

Classement Annuel
| Classement (2018)                            | Position |
| -------------------------------------------- | -------- |
| US Top R&B/Hip-HOP Chansons (Billboard) [11] | 81       |

## Certifications
| Région                                                 | Certifications | Certifié Unités/Ventes |
| ------------------------------------------------------ | -------------- | ---------------------- |
| Canada (Musique Canada) [12]                           | Platine        | 80, 000                |
| Danemarke (IFPI Danemarke) [13]                        | Or             | 45, 000                |
| Portugal (AFP) [14]                                    | Or             | 5, 000                 |
| Royaume Uni (BPI) [15]                                 | Argent         | 200, 000               |
| Etats Unis (RIAA) [16]                                 | 2x Platines    | 200, 000, 000          |
| Ventes+ Stream basées sur uniquement la certification. |                |                        |